# Edmonton City Centre Airport
Edmonton City Centre Airport (engelska: Blatchford Field) är en flygplats i Kanada.   Den ligger i provinsen Alberta, i den centrala delen av landet, 2 800 km väster om huvudstaden Ottawa. Edmonton City Centre Airport ligger 670 meter över havet.
Terrängen runt Edmonton City Centre Airport är platt. Runt Edmonton City Centre Airport är det mycket tätbefolkat, med 1 056 invånare per kvadratkilometer.. Närmaste större samhälle är Edmonton, 4,2 km sydost om Edmonton City Centre Airport. 
Runt Edmonton City Centre Airport är det i huvudsak tätbebyggt.